# Ebba Thulin-Langaard
Ebba Helena Thulin-Langaard, född 19 maj 1911 i Sundsvall, död 11 februari 1988 i Bromma, var en svensk målare och tecknare.
Hon var dotter till hovrättsaktuarien John Daniel Thulin och översättaren Elsa Harriet Sachs och mellan 1948 och 1958 gift med museidirektören Johan Langaard. Hon studerade några år vid Otte Skölds målarskola i Stockholm innan hon reste till Paris för vidare studier för André Lhote 1930–1931 samt en kortare tid för Fernand Léger som följdes med studier vid Kungliga konsthögskolan i Stockholm 1934–1939. Separat debuterade hon med en utställning på Galerie S:t Lucas i Stockholm 1943 som senare följdes av en separatutställning på Lilla galleriet i Stockholm. Hon medverkade i varuhusets PUB:s konstutställning 1933, utställningen 5 målarinnor och en skulptris på Galerie S:t Lucas 1943 och Nationalmuseums Unga tecknare. Som tecknare utförde hon illustrationer till bland annat Selma Lagerlöfs Skriften på jordgolvet och Marcus Lauesens Glædens Dag og andre Noveller. Hennes konst består av människoskildringar och porträtt. Thulin-Langaard är representerad vid Institut Tessin i Paris och Nationalmuseum i Stockholm. Hon är gravsatt i minneslunden på Bromma kyrkogård.